# Christian Emilius Reich

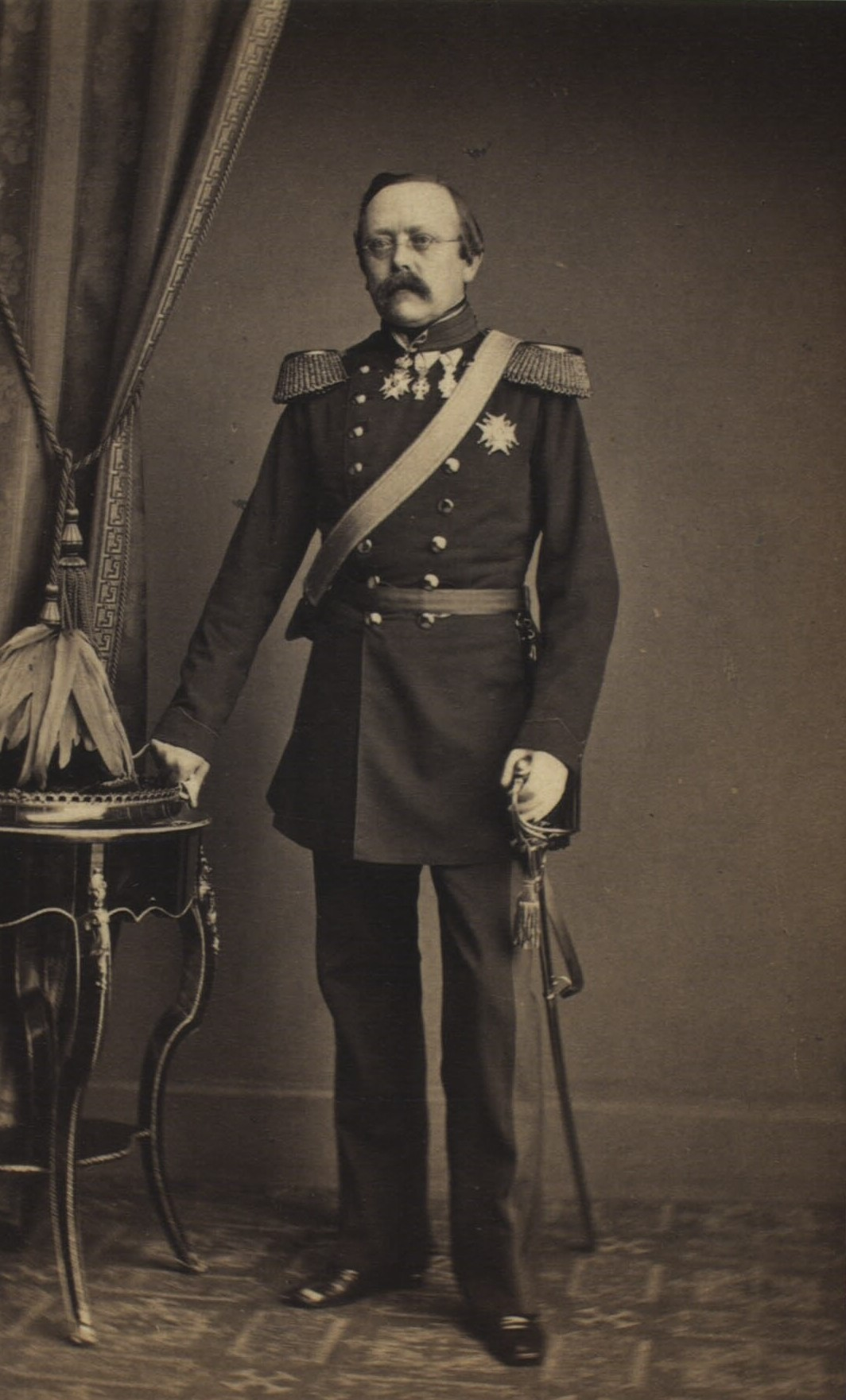
Christian Emilius Reich

Christian Emilius Reich (* 18. April 1822 in Kopenhagen; † 14. Juli 1865 ebenda) war ein dänischer Artillerieoffizier und Kriegsminister.

## Herkunft und Familie
Reichs Vater war Johan Frederik Reich, Inspektor beim Trinitatis Arbejdshus (ca. 1778–1829), seine Mutter war dessen Gattin Ane Cathrine Elisabeth, geb. Harhoff (1783–1865). Am 7. Oktober 1852 heiratete Reich in Kopenhagen Anna Martine Andresine Løper (1825–1907), Tochter des Amtschirurgen in Kopenhagen und späteren Bataillonschirurgen Carl Martin Daniel Løper L. (1795–1848) und dessen Gattin Andresine Marie, geb. Stensier (1801–1874).

## Leben
1842 legte Reich das Abgangsexamen der Königlichen Militärischen Hochschule ab. 1843 wurde er Premierleutnant in der Artillerie und arbeitete unter Jacob Fibiger und wurde 1847 für eine längere Studienreise ins Ausland geschickt. Reich hatte eine mathematische Begabung und ein großes Interesse an Wahrscheinlichkeitsberechnung, Astronomie und Biologie und war bereits in jungem Alter, ab 1855 als Kapitän, Lehrer an der Königlichen Militärischen Hochschule. In der Schleswig-Holsteinischen Erhebung diente er Christian Julius de Meza als Adjutant. Reich brachte Forelæsninger over Balistik heraus und war gut bekannt mit Carl Christoffer Georg Andræ, in dessen Haus er häufiger Gast war. Zusammen mit Kameraden gründete Reich 1855 die Tidsskrift for Krigsvæsen. Ebenfalls 1855 war er Mitglied der großen Befestigungskommission und wurde 1856 zum Departementsdirektor im Kriegsministerium ernannt. Im selben Jahre wurde er gemeinsam mit Andræ vom König in den Reichsrat gewählt. 1857 vertrat er eine Lehrstelle an der Königlichen Militärischen Hochschule und gründete die Sparkasse Bikuben mit.
Da Hans Nicolai Thestrup im August 1863 als Kriegsminister zurücktrat und Carl Lundbye den Posten übernahm, wurde Reich von Major Stephan Ankjær vom Direktorenposten verdrängt und wurde zum Oberstleutnant sowie zum Chef der Königlichen Militärischen Hochschule ernannt. Mit dem Ausbruch des Deutsch-Dänischen Krieges 1864 wurde er Chef der Kopenhagener Seebefestigung, wurde aber kurz darauf nach Fredericia zu General Christian Lunding als Stabschef versetzt. Anfang Mai desselben Jahres wurde er jedoch zurück nach Kopenhagen beordert, da Konseilspräsident Monrad nach der Niederlage bei den Düppeler Schanzen den kranken und inkompetenten Kriegsminister Lundbye auszuwechseln. Mit dem Ende der Regierung Monrad endete auch Reichs Amtszeit und dieser ging zurück auf seinen Posten als Chef der Königlichen Militärischen Hochschule. Im darauffolgenden Jahre starb er unvermittelt.

## Auszeichnungen und Mitgliedschaften
- 1848: Ritterkreuz des Dannebrogordens
- 1856: Dannebrogsmændenes hæderstegn
- ab 1862: Mitglied der Königlich Dänischen Akademie der Wissenschaften
- 1864: Komtur II. und I. Klasse[1]

## Schriften
- Forelæsninger over Balistik ved den Kgl. militaire Høiskole. Kopenhagen 1854 (babel.hathitrust.org).